# В його очах
«В його очах» (порт. Hoje Eu Quero Voltar Sozinho, дослівно «Сьогодні я хочу повернутися на самоті») — бразильський мелодраматичний фільм, знятий Даніелем Рібейру за мотивами власної короткометражки «Я не хочу повертатися один» 2010 року.
Стрічка була представлена в розділі Панорама 64 Берлінського міжнародного кінофестивалю в лютому 2014 року. У широкому прокаті в кінотеатрах Бразилії з 10 квітня 2014 фільм був зустрінутий з позитивними відгуками критиків і глядачів.

## Сюжет
Леонардо — незрячий підліток, якому потрібно впоратися з ревнощами своєї старої подруги Джованні і одночасно спробувати розібратися в почуттях, що з'явилися до нового друга Габріеля.

## У ролях
| Актор         | Роль                    |
| ------------- | ----------------------- |
| Гільєрме Лобу | Леонардо                |
| Фабіо Ауді    | Габріель                |
| Тесс Аморім   | Джованна                |
| Лусія Роману  | Лаура, матір Леонардо   |
| Селма Егрей   | Марія, бабуся Леонардо  |
| Еусір ді Соза | Карлос, батько Леонардо |

## Нагороди й номінації[1]
Фільм загалом отримав 23 премій та 12 номінацій, зокрема:

### Нагороди
- Берлінський міжнародний кінофестиваль
  - 2014 — нагорода «Найкращий художній фільм» премії «Тедді»

- Міжнародний ЛГБТ-кінофестиваль у Сан-Франциско Фреймлайн
  - 2014 — в категорії «Найкращий художній фільм».

### Номінації
- Міжнародний кінофестиваль у Сан-Себастьяні
  - 2014 — Премія «Себастьян»

## Цікавинки
- Фільм був повністю знятий у Сан-Паулу, Бразилія.[2]
- картина подавалась від Бразилії на категорію найкращий іноземний фільм Премії Оскар 2015 року